# Aleksander Kokoszka
Aleksander Kokoszka (* 27. Dezember 1983) ist ein Handballspieler aus Polen.

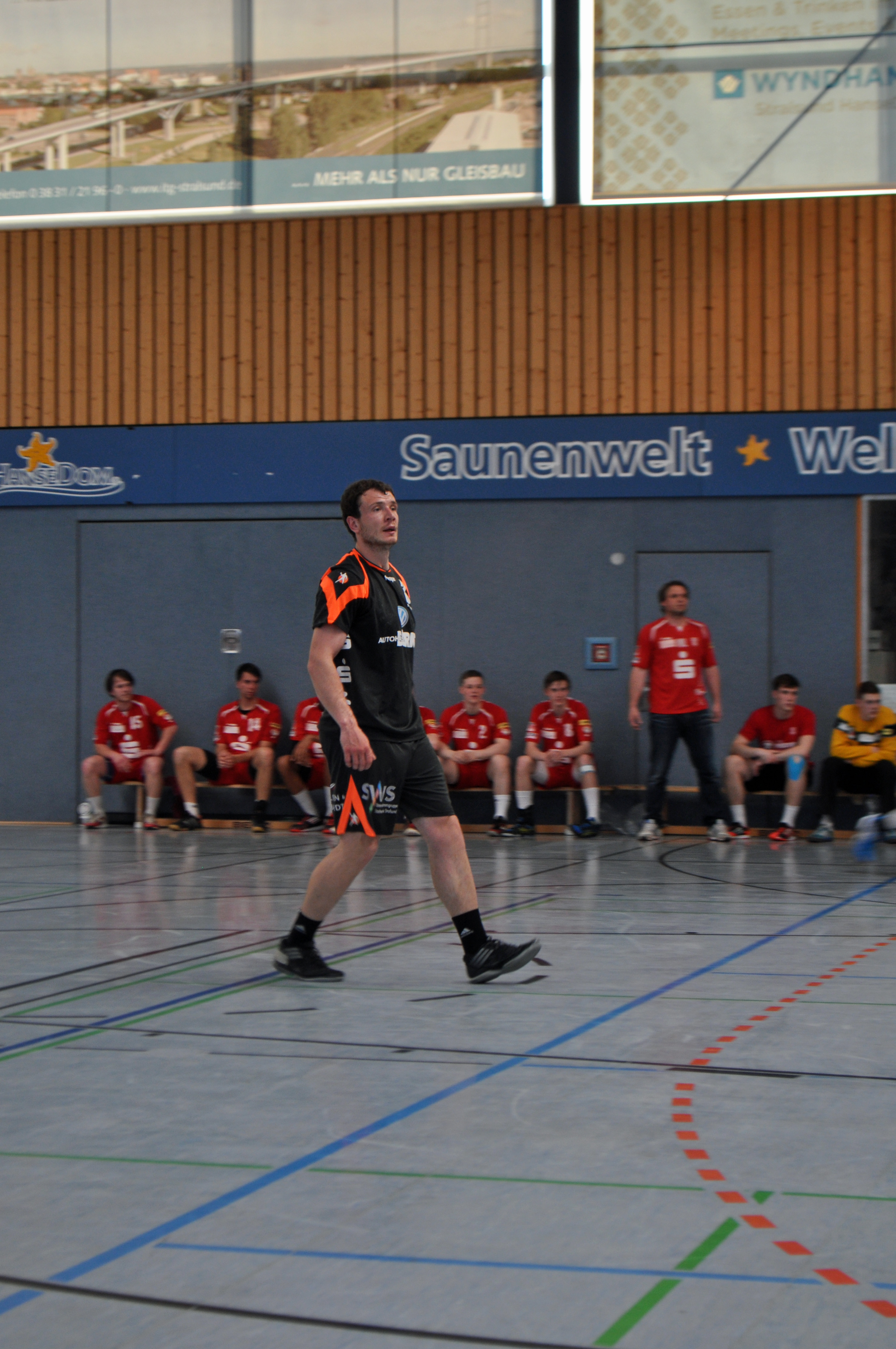
Aleksander Kokoszka (2014)

Der 1,92 Meter große linke Rückraumspieler stand ab 2013 beim Stralsunder HV unter Vertrag; der Vertrag lief zunächst bis Juni 2015. Mit dem Stralsunder HV spielte er in der Handball-Oberliga Ostsee-Spree und der 3. Liga. In der Saison 2014/2015 beim Stralsunder HV wurde er mit 214 Toren bester Torschütze der Liga. Im Mai 2015 verlängerte er seinen Vertrag beim Stralsunder HV um weitere zwei Jahre; im März 2016 wurde er vom Spielbetrieb freigestellt. Nach der Saison 2015/2016 verließ Aleksander Kokoszka den Stralsunder HV.
Vor seinem Engagement in Stralsund war er in der PGNiG Superliga Mężczyzn bei MSPR "Siódemka" Miedź Legnica aktiv. Zuvor spielte er ab 2010 bei der HG Saarlouis in der 2. Handball-Bundesliga, nach einer Saison verließ er den Verein. Vor seinem Engagement in Saarlouis war Aleksander Kokoszka in Polen, Deutschland, Schweden und in der 1. griechischen Liga beim kretischen Verein Kudon Xanio aktiv.